# استارکس پارک
استارکس پارک (انگلیسی: Stark's Park) یک استادیوم فوتبال در کیرک‌کالدی اسکاتلند است. این استادیوم زمین خانگی ریت روورز است. ظرفیت این زمین ۸۴۷۳ نفر است.

## تاریخچه
این استادیوم توسط معمار مشهور آرچیبالد لیچ طراحی شد و بخشی از هزینه ساخت آن با فروش فوتبالیستی به نام الکس جیمز تأمین شد. مابقی هزینه‌ها از محل دریافت یک وام در سال ۱۹۲۵ تأمین گردید.